# Повествование о началах Тевтонского ордена
«Повествование о началах Тевтонского ордена» (лат. De primordiis ordinis Theutonici narratio) — небольшой отчёт XIII в. неизвестного автора на латинском языке об основании Тевтонского ордена, его уставе и правилах. Сохранился в рукописи кон. XIII в.

## Издания
- Des hohen deutschen Ritterordens Muenz-Sammlung in Wien, Wien, 1858, S. 38-40.

- Petri de Dusburg Chronicon terrae Prussiae, Beilage I. De primordiis ordinis Theutonici narratio nebst der Bulle Coelestin’s III. und einigen chronologischen Daten ueber die Gruendung des deutschen Ordens. Scriptores rerum prussicarum. Bd. I. Hannover. 1861.

## Переводы на русский язык
- Повествование о началах Тевтонского ордена Архивная копия от 30 ноября 2011 на Wayback Machine в переводе И. М. Дьяконова на сайте Восточная литература